# Клестова, Клавдия Ивановна
Клавдия Ивановна Клестова — советский хозяйственный деятель, Герой Социалистического Труда.

## Биография
Родилась в 1932 году. Член КПСС.
В 1950—1987 годах — ткачиха Краснохолмского камвольного комбината Министерства текстильной промышленности РСФСР.
Делегат XXV съезда КПСС.
Указом Президиума Верховного Совета СССР от 16 января 1981 года присвоено звание Героя Социалистического Труда с вручением ордена Ленина и золотой медали «Серп и Молот».
Умерла в 1995 году в Москве.

## Награды и звания
- Герой Социалистического Труда (16.01.1981)
- Орден Ленина (16.01.1981)
- Орден Трудового Красного Знамени
- Орден Трудовой Славы III степени